# Varennes-le-Grand
Varennes-le-Grand település Franciaországban, Saône-et-Loire megyében. Lakosainak száma 2287 fő (2022. január 1.). Varennes-le-Grand Épervans, La Charmée, Marnay, Ouroux-sur-Saône, Saint-Ambreuil, Saint-Cyr és Saint-Loup-de-Varennes községekkel határos.

## Népesség
A település népessége az elmúlt években az alábbi módon változott:
| Lakosok száma | 2228 | 2216 | 2324 | 2298 | 2319 | 2317 | 2331 | 2321 | 2287 |
|               | 2013 | 2015 | 2016 | 2017 | 2018 | 2019 | 2020 | 2021 | 2022 |